# John Friend

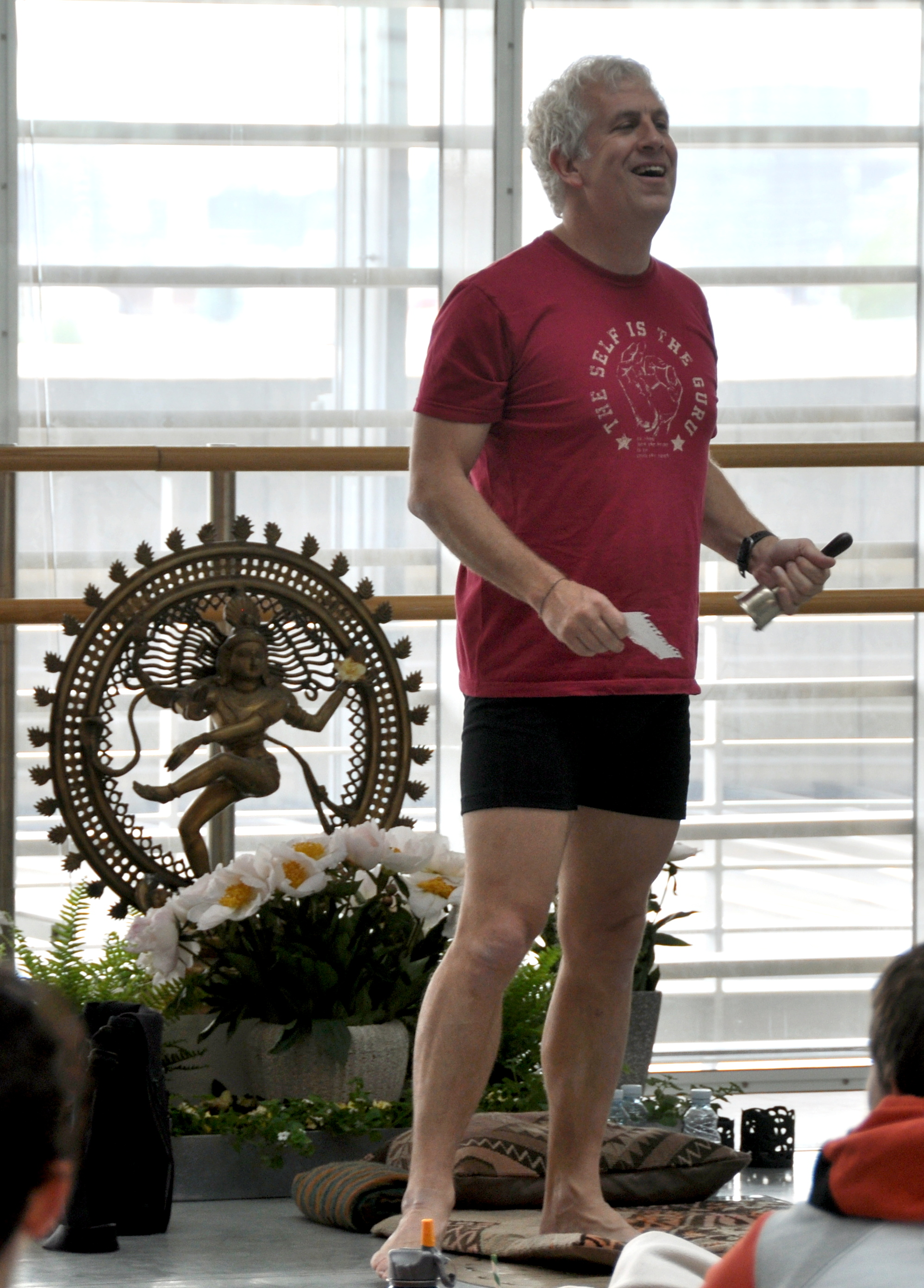
John Friend ringer in till workshop i Anusara yoga i Köpenhamn i juni 2010.

John Friend, född den 30 maj 1959, är en yogi som 1997 grundade Anusara yoga, en populär stil inom Hathayoga. Han har publicerat ett flertal böcker, CD, och DVD om Anusara yoga.
Vid tretton års ålder började John Friend utöva asana med vägledning av boken Integral Hatha Yoga av Swami Satchidananda. Han levde i Ohio till han var 19 år gammal och flyttade sedan till Texas. Innan han blev yogalärare arbetade John Friend som finansanalytiker, men slutade 1986 för att ägna sig åt yogaundervisning på heltid. Under åren som följde reste han till Kalifornien för att studera för Judith Lasater, och började fokusera på Iyengar yoga.
I sin ungdom reste han till Indien och tillbringade där tid med ett flertal olika yogalärare. Till slut, den 3 november 1989, kom han till Ganeshpuri och mötte där sin meditiationslärare Gurumayi Chidvilasananda.
Johan Friend nämner själv att några av hans främsta inspirationskällor varit lärarutbildningen inom Iyengar yoga, Gurumayis förmåga att nå fram till yogaelever och väcka deras entusiasm, samt professorn Douglas Brooks' undervisning om tantrisk filosofi.
Ännu en stor skandal inom yogavärlden och inom Anusaratraditionen speciellt utbröt när det kom fram att John Friend hade haft flera sexuella förbindelser med studenter och även en gift kvinna. Det fanns även inslag av ekonomiska betänkligheter och beställningar av marijuana till Anusaras kontor. John Friend tog sabbat från sin roll som yogalärare och sin tydliga ledande roll inom Anusara. Douglas Brooks,professorn i hinduistisk filosofi och som tidigare hjälpt John Friend med uppbyggandet av Anusara sa:  “for John to continue in any role of leadership, implied, concealed or actual is to consign Anusara to the status of another fallen yoga cult.”